# Miquel de Castillon
Miquel de Castillon o Castilho (fl. XIII secolo) è stato un trovatore di Narbona.
Un uomo altolocato era chiamato probus homo (uomo probo) nel 1270 allorché veniva consultato dai consoli della città. Probabilmente era Michael de Castilione della classe cavalleresca, appartenente alla famiglia di vassalli dei visconti di Narbona. Secondo un'ipotesi di Joseph Anglade, egli potrebbe essere stato la stessa persona chiamata Miquel de Gaucelm de Beziers che aveva legami con i trovatori di Béziers ed era probabilmente un vicario reale in questa città o alla corte di Narbona. 
Miquel, Codolet, e Guiraut Riquier composero un torneyamen (un partimen a tre). Appare inoltre in un "contesa" poetica come giudice di un altro partimen, chiamato Falco, dona avinen. Codolet o Codolen viene probabilmente identificato con il Raymundus de Codoleto, definito come civis Narbone (cittadino di Narbona), originario di Codolet, nei pressi di Pont-Saint-Esprit. 